# Криппнер, Стэнли
Стэ́нли Кри́ппнер (англ. Stanley Krippner; род. 4 октября 1932, Эджертон, Висконсин, США) — профессор психологии Сэйбрукского Университета (США), в котором он преподаёт с 1973 года. Учёную степень доктора философии получил в 1961 году в Северо-Западном университете. Член (Member) шести отделов Американской психологической ассоциации: 17, Консультационная психология; 30, Общество психологического гипноза; 32, Гуманистическая психология; 36, Общество психологии религии и духовности; 48, Психология мира; 52, Международная психология.  Почётный член (Fellow) четырёх отделов АПА: 30, 32, 36, 52. С 1980 по 1981 год был президентом  отдела 32 АПА, с 1997 по 1998 год — президентом  отдела 30 АПА. Один из основателей трансперсональной психологии.
Стэнли Криппнер получил всемирную известность благодаря своим исследованиям  изменённых состояний сознания,  сновидений, гипноза, диссоциации, шаманизма и парапсихологических феноменов.

## Биография
Стэнли Криппнер родился 4 октября 1932 года в Эджертоне (штат Висконсин, США) в небогатой фермерской семье. Вблизи этого места в 1832 году произошли решающие события в ходе пятимесячной Войны Чёрного Ястреба между  индейцами и войском генерала Генри Аткинсона. В детстве Криппнер провёл много времени, собирая индейские стрелы, когда  его отец пахал землю. Так у него зародился интерес к культуре индейцев, их истории и мифологии, сохранившийся на всю жизнь. В дальнейшем, став взрослым, Стэнли Криппнер посетил множество стран Латинской Америки, где обучался у индейцев народным целительским практикам. Психологией Криппнер также начал интересоваться в раннем детстве. В 1930-е годы он стал делать вырезки из всех попавшихся в руки газет, где упоминалась психология. Когда в 1939 году Криппнер увидел в газете некролог Зигмунда Фрейда, он его вырезал и сохранил вместе с другими статьями. В четырнадцать лет впервые пережил аномальный опыт, заключавшийся в получении информации о смерти своего дяди при помощи  ясновидения.
В 1950-м году окончил школу в Форт Аткинсоне. Степень BS получил в 1954 году в Висконсинском университете в Мадисоне. Степень MA получил в 1957 году в Северо-Западном университете, степень PhD – в 1961 году в том же университете. В 1954-1956 гг. и в 1960 году работал логопедом.
Во время учёбы проявил желание изучать сновидения. Тогда интерпретация сновидений была распространена среди психоаналитиков. Однажды Криппнер услышал от своего университетского преподавателя утверждение о том, что цветные сны видят только шизофреники. Поскольку сам Криппнер и его приятели-студенты регулярно видели цветные сны, такое высказывание показалось ему весьма странным. С тех пор он выработал привычку скептически относиться ко всему, что говорят профессора, даже профессора психологии. Это умение пригодилось ему в дальнейшем ввиду того, что  строго придерживавшиеся бихевиоризма профессора психологии выступали против изучения человеческого опыта, ограничиваясь исключительно изучением человеческого поведения.
В августе 1961 года на  симпозиуме Американской психологической ассоциации Криппнер услышал выступления Фрэнка Баррона, Уильяма Барроуза, Джеральда Хёрда и Тимоти Лири, посвящённые псилоцибину и другим психоактивным веществам. После этого он написал письмо Тимоти Лири, в котором выразил желание выступить добровольцем в его экспериментах. В апреле 1962 года приехал в Гарвардский университет, где принял участие в псилоцибиновой сессии под руководством Лири, которая была организована в честь философа Алана Уоттса, работавшего тогда в Гарварде приглашённым лектором. В ходе данной сессии пережил экстраординарный человеческий опыт, оказавший необратимое влияние на всю его последующую жизнь.
В 1961-1964 гг. работал директором Центра исследования детей при Университете Кент Стейт. В 1964-1973 гг. работал директором Лаборатории сновидений в Медицинском центре имени Маймонида (Бруклин, Нью-Йорк) . С 1973 года работает преподавателем психологии в Сэйбрукском Университете. В разные годы также преподавал психологию в ряде американских и зарубежных университетов.
Криппнер побывал с рабочими поездками на всех континентах земного шара, кроме Антарктиды. В число стран, в которых он проводил семинары и тренинги, вошли Аргентина, Бразилия, Канада, Китай, Колумбия, Куба, Кипр, Эквадор, Финляндия, Франция, Германия, Великобритания, Италия, Япония, Литва, Мексика, Нидерланды, Панама, Филиппины, Португалия, Пуэрто-Рико, Россия, ЮАР, Испания, Швеция, Венесуэла.
Его друзьями стали такие известные учёные, как Абрахам Маслоу, Карл Роджерс, Виктор Франкл, Шарлотта Бюлер и Фред Массарик. Он пользуется большим уважением как среди парапсихологов, так и среди критиков парапсихологии. Его считают своим другом и известный парапсихолог Чарльз Тарт, и знаменитый разоблачитель парапсихологии Джеймс Рэнди.

## Вклад в развитие психологии
Стэнли Криппнер внёс значительный вклад в развитие целого ряда направлений психологии, в том числе: гуманистической психологии, трансперсональной психологии, психологии религии, психологии мира и др. Он опубликовал по этим темам несколько десятков монографий, около 100 глав в сборниках и около 1000 статей в академических журналах.
Его научная деятельность высоко оценивается международным академическим сообществом. Криппнеру было присвоено множество наград и почётных званий как небольшими и малоизвестными профессиональными организациями, так и самыми крупными и авторитетными, такими как Американская психологическая ассоциация и Ассоциация психологической науки. В 2002 году АПА присудила ему одну из самых почётных наград: «За выдающийся вклад в международное развитие психологии» (Award for Distinguished Contributions to the International Advancement of Psychology). При этом АПА отметила следующие достижения Криппнера: расширение границ психологических исследований сознания (включая сновидения, гипноз и аномальные феномены); донесение туземных традиций мировых культур до западной аудитории; достижения в использовании психологии как миротворческого инструмента; стандарты научных исследований; воспитание нескольких поколений студентов; щедрость, с которой он делился своими профессиональными знаниями с учёными из двух дюжин стран.
Стэнли Криппнер с самого начала своей научной деятельности уделял большое внимание темам, которые находились на периферии интересов психологической науки: исследование сновидений, изменённых состояний сознания, шаманизма и др. Со временем эти темы приобрели вес в психологическом мейнстриме. К началу 1990-х годов психология признала ценность человеческого опыта, строгих бихевиористов среди учёных не осталось, а цветные сны стали считаться нормой. Однако Криппнер тогда не остановился на достигнутом, а принялся за исследование других областей, считавшихся маргинальными (fringe) в психологической науке: психология одарённых детей, неврологические аспекты необучаемости, психология духовных практик. По словам самого Криппнера, все эти направления объединяет то, что они рассматривают пограничные феномены. В настоящее время они также перестали быть маргинальными: нейропсихология и психология духовных практик являются одними из общепринятых направлений исследований среди психологов.
Криппнер полагает, что в будущем различные направления психологической науки станут более междисциплинарными, даже трансдисциплинарными. По мнению Криппнера и его коллег, высказанному в 2012 году, в настоящее время граница между трансперсональной психологией и психологией религии постепенно исчезает, что внешне выражено в призыве ряда психологов расширить область психологии религии и переименовать её в «психологию религии и духовности».

## Сотрудничество с советскими и российскими учёными
Стэнли Криппнер начал активное сотрудничество с советскими учёными в начале 1970-х гг. Он неоднократно бывал в Советском Союзе с рабочими визитами. Первый раз Криппнер посетил СССР в 1971 году, приехав в Москву для выступления в Академии наук СССР в качестве представителя Ассоциации гуманистической психологии. Тогда он посвятил свой  доклад вопросам возможного  взаимодействия американской гуманистической психологии с советской психологией, рассмотрев общие для обоих направлений точки зрения и подходы в исследованиях сознания и человеческого потенциала. В 1972 году Криппнер  приехал в Москву во второй раз в составе группы членов Ассоциации гуманистической психологии. Эта встреча положила  начало плодотворному сотрудничеству психологов Ассоциации гуманистической психологии с учёными Академии педагогических наук СССР (ныне Российской академии образования). Одним из результатов этого сотрудничества стала публикация в 1980-м году его монографии под названием «Человеческие возможности: исследования сознания в СССР и Восточной Европе».
После распада СССР Криппнер продолжил сотрудничество с представителями российской науки. Его публикации регулярно появляются в ведущих российских научных изданиях, посвящённых вопросам психологии и этнографии.
В 2002 году, приехав в Россию в девятый раз, Криппнер принял участие в X ежегодной  международной конференции по разрешению конфликтов, где выступил с докладом о детских ночных кошмарах, являющихся последствиями психических травм военного времени. Этот доклад был основан на книге «Психологическое воздействие войны на мирное население в международном рассмотрении», в которой он был соредактором.
Посетив кафедру психологии Сочинского государственного университета в мае 2003 года, Криппнер был удивлён, увидев свою фотографию вместе с портретами таких выдающихся психологов, как Стэнли Г. Холл, Карл Густав Юнг, Карл Бюлер и Уильям Джеймс.
3-6 октября 2008 года в Сочинском государственном университете прошла I Всероссийская научно-практическая конференция «Олимпийский Сочи: Социум. Культура. Личность», в ходе которой участники обсудили актуальные проблемы и проекты в рамках подготовки к  проведению Олимпийских Игр 2014 года в Сочи. По предложению организаторов конференции Криппнер подготовил для неё доклад под названием «Проблема койота и психология спорта», в котором описал методы достижения высоких спортивных результатов.
В 2010 году Стэнли Криппнер принял участие в 17-м Всемирном Трансперсональном Конгрессе, прошедшем в Москве 23-27 июня, и дал высокую оценку результатам Конгресса.

## Членство в профессиональных организациях
Стэнли Криппнер является членом более чем 50 профессиональных организаций, в число которых входят: Американская антропологическая ассоциация, Американская ассоциация содействия развитию науки, Американская психологическая ассоциация, Ассоциация психологической науки, Ассоциация гуманистической психологии (президент в 1974-1975 гг.), Ассоциация научных исследований сознания, Международная ассоциация исследования сновидений (президент в 1993-1994 гг.), Ассоциация трансперсональной психологии, Комитет скептических исследований (член-корреспондент), Международное общество гипноза, Международное общество исследований шаманизма, Национальная ассоциация для одарённых детей, (вице-президент в 1976-1977 гг.), Парапсихологическая ассоциация (президент в 1982 г.), Общество научных исследований религии, Общество научных исследований сексуальности.
Стэнли Криппнер является почётным членом (Fellow) 11 профессиональных организаций, таких как: Американская академия клинических сексологов (Founding Fellow и Clinical Fellow), Американская ассоциация прикладной и профилактической психотерапии, Американская ассоциация исследований в области образования, Американская психологическая ассоциация (отдел 30, Общество психологического гипноза, отдел 32, Гуманистическая психология, отдел 36, Общество психологии религии и духовности, отдел 52, Международная психология), Ассоциация психологической науки (Charter Fellow), Общество научных исследований религии, Общество научных исследований сексуальности, Американское общество клинического гипноза, Общество клинического и экспериментального гипноза, Западная психологическая ассоциация, Институт альтернативной медицины (Коломбо, Шри-Ланка).
Он входит в руководящий состав примерно 30 общественных организаций, таких как: Американский совет психологии спорта (Нью-Йорк),  Проект Дарвина (Пасифик Гроув), Центр гуманистических исследований Ролло Мэя (Сан-Франциско), Трансперсональный университет (Пуэбла и Веракрус, Мексика).

## Избранные публикации

### Книги

#### На русском языке
- Криппнер С., Диллард Дж. Сновидения и творческий подход к решению проблем / Перевод с английского В. Рогова.— М., 2001.— 256 стр.— (Тексты трансперсональной психологии).— ISBN 5-88389-027-X

#### На английском и других языках
- Krippner S., Sidian Morning Star Jones. The Voice of Rolling Thunder: A Medicine Man's Wisdom for Walking the Red Road. — Bear & Company, 2012. — 392 p. — ISBN 978-1591431336.
- Krippner, S., & Bragdon, E. (2012). Contributions of Brazilian Spiritist treatment to the global improvement of mental health care. In E. Bragdon (Ed.), Spiritism and mental health: Practices from Spiritist centers and Spiritist psychiatric hospitals in Brazil (pp. 257–266). London, England: Singing Dragon.
- Krippner, S., Pitchford, D.B., & Davies, J. (2012). Post-traumatic stress disorder: Biographies of disease. Santa Barbara, CA: Greenwood/ABC-CLIO.
- Student Editors, Christ University. (2011-2012). Interview with Dr. Stanley Krippner: When dreams and real life collide. Perspective, 10, 5-6.
- Post-Traumatic Stress Disorder (Biographies of Disease) (with Daniel Pitchford and Jeannine Davies). Santa Barbara, CA: ABC-CLIO/Greenwood, 2012.
- Demystifying Shamans and Their World: An Interdisciplinary Study (with Adam Rock). Charlotteville, VA: Imprint Academic, 2011.
- Haunted By Combat: Understanding PTSD in War Veteran [updated edition](with Daryl S. Paulson). Lanham, MD: Rowman & Littlefield, 2010.
- Personal Mythology: Using Ritual, Dreams, and Imagination to Discover Your Inner Story, 3rd ed. (with David Feinstein). Santa Rosa, CA: Energy Psychology Press/Elite Books, 2008.
- Haunted By Combat: Understanding PTSD in War Veterans Including Women, Reservists, and Those Coming Back from Iraq (with Daryl S. Paulson). Westport, CT: Praeger, 2007.
- The Mythic Path, 3rd ed. (with David Feinstein). Santa Rosa, CA: Elite Books, 2006.
- Becoming Psychic: Spiritual Lessons for Focusing Your Hidden Abilities (with Stephen Kierulff). Franklin Lakes, NJ: Career Press, 2004.
- Dream Telepathy: Experiments in Nocturnal ESP, 3rd ed. (with Montague Ullman and Alan Vaughan). Charlottesville, VA: Hampton Roads, 2002.
- Extraordinary Dreams and How to Work with Them (with Fariba Bogzaran and André Percia de Carvalho). Albany, NY: State University of New York Press, 2002.
- Sonhos Exoticos: Como Utilizar o Significado dos Seus Sonhos (with André Percia de Carvalho). Sao Paulo, Brazil: Summus Editorial, 1998.
- The Mythic Path (with David Feinstein); 2nd ed. of Personal Mythology. New York: Jeremy P. Tarcher/Putnam, 1997.
- A Psychiatrist in Paradise: Treating Mental Illness in Bali (with Denny Thong and Bruce Carpenter). Bangkok, Thailand: White Lotus Press, 1993.
- Spiritual Dimensions of Healing: From Tribal Shamanism to Contemporary Health Care (with Patrick Welch). New York: Irvington Publishers, 1992.
- Dream Telepathy: Experiments in Nocturnal ESP, 2nd ed. (with Montague Ullman and Alan Vaughan). Jefferson, NC: McFarland Publishers, 1989.
- Personal Mythology: The Psychology of Your Evolving Self (with David Feinstein). Los Angeles: Jeremy P. Tarcher, 1988.
- Dreamworking: How to Use Your Dreams for Creative Problem-Solving (with Joseph Dillard). Buffalo, NY: Bearly Ltd., 1988.
- Zwischen Himmel und Erde: Spirituelles Heilen der Schamanen, Hexen, Priester und Medien (with Patrick Scott). Dussilgen, Germany: Chiron Verlag, 1987.
- Healing States (with Alberto Villoldo). New York: Fireside Books/Simon & Schuster, 1987.
- La Science et les Pouvoirs Psychiques de l'Homme (with Jerry Solfvin). Paris: Sand, 1986.
- The Realms of Healing (with Alberto Villoldo). Millbrae, CA: Celestial Arts Press, 1976; rev. ed., 1977; 3rd ed., 1986.
- Dream Telepathy: Experiments in Nocturnal ESP (with Montague Ullman and Alan Vaughan). New York: Macmillan, 1974.

### Статьи в научных журналах

#### 2011
- Hageman, J., Krippner, S., & Wickramasekera, I. II. (2011). Across cultural boundaries: Psychophysiological responses, absorption, and dissociation comparison between Brazilian Spiritists and advanced meditators. NeuroQuantology, 9, 5-21.
- Krippner, S. (2011). Candomblé; Umbanda, and Kardecismo mediums in Recife, Brazil. Paranthropology: Journal of Anthropological Approaches to the Paranormal, 2, 9-13.
- Krippner, S. (2011). Remembering Hersch Leibowitz. Psychological Hypnosis, 20(1), 6.
- Krippner, S. (2011, October-November). [Review of the book The psychedelic explorer’s guide: Safe, therapeutic, and sacred journeys by James Fadiman]. AHP Perspective, pp. 20–21.
- Krippner, S., Bova, M., Budden, A., & Gallante, R. (2011). The indigenous healing tradition in Calabria, Italy. International Journal of Transpersonal Studies, 30, 48-62.
- Krippner, S., & Dunbar, D. (2011). Addicted to bliss: Looking for ecstasy in all the wrong places. NeuroQuantology, 9, 135-144.
- Krippner, S., & Fracasso, C. (2011). [Editorial]. Dreams, telepathy, and various states of consciousness. (Introduction to special issue). NeuroQuantology, 9, 1-4.
- Krippner, S., & Fracasso, C. (2011). [Editorial]. Pioneers who have changed the face of science and those that have been mentored by them (Introduction to special issue). NeuroQuantology, 9, 361-362.
- Krippner, S., & Sulla, J. (2011). Spiritual content in experiential reports from ayahuasca sessions. NeuroQuantology, 2, 333-350.
- Luke, D., & Krippner, S. (2011). Psi-chedelic studies: An approach to understanding exceptional human experiences. MAPS Bulletin, 21(1), 59-60.
- Pilkington, R. (2011). An interview by Rosemary Pilkington: The parapsychological odyssey of Stanley Krippner. NeuroQuantology, 2, 322-332.

#### 2010
- Alvarado, C., & Krippner, S. (2010). Nineteenth century pioneers in the study of dissociation. Journal of Consciousness Studies, 17, 19-43.
- Atkinson, D., Iannotti, S., Cozzolino, M., Castiglione, S., Cicatelli, A., Vyas, B., Mortimer, J., Hill, R., Chovanec, E., Chiamberlando, A., Cuadros, J., Virot, C., Kerouac, M., Kallfass, T., Krippner, S. Frederick, C., Gregory., B., Scaffran, M., Bullock, M., Soleimany, E., Rossi, A.C., Rossi, K., & Rossi, E. (2010). A new bioinformatics paradigm for the theory, research, and practice of therapeutic hypnosis. American Journal of Clinical Hypnosis, 53, 27-46.
- Combs, A., Krippner, S., & Taylor, E. (2010). Is there awareness outside attention? A psychological perspective. Journal of Consciousness Studies, 17, 100-115
- Friedman, H., & Krippner, S. (2010, November 3). The need to delineate psychic experiences from psychic events. PsyCritiques, 56(44), article 7.
- Friedman, H., Krippner, S., Riebel, L., & Johnson, C. (2010). Transpersonal and other models of spiritual development. International Journal of Transpersonal Studies, 29, 79-94.
- Krippner, S. (2010). Letter to the editor. Journal of Psychoactive Drugs, 42, 515.
- Viggiano, D., & Krippner, S. (2010). The Grofs’ model of spiritual emergency in retrospect: Has it stood the test of time? International Journal of Transpersonal Studies, 29, 118-126.

#### 2009
- Krippner, S. (2009). Indigenous healing practitioners and their use of hypnotic-like procedures. Activitas Nervosa Superior, 51 (1), 51-63.
- Krippner, S. (2009). Anyone who dreams partakes in shamanism. Journal of Shamanic Practice, 2 (2), 33-40.
- Krippner, S. (2009). Indigenous health care practitioners and the hypnotic-like healing procedures. Journal of Transpersonal Research, 1, 7-18.
- Krippner, S., & Feinstein, D. (2009). A mythological approach to transpersonal psychotherapy. ReVision, 30 (1-2), 18-31.
- Krippner, S., & Friedman, H.L. (2009). Hypnotic-like indigenous healing practices: Cross-cultural perspectives for Western hypnosis researchers and practitioners. Psychological Hypnosis, 18, 4-7.
- Krippner, S., & Luke, D. (2009). Psychedelics and species connectedness. Multidisciplinary Association for Psychedelic Studies, 19 (1), 12-15.
- Mack, M., & Groussin, T. (2009). Le dialouge interieur: Entretien avec Stanley Krippner [The interior dialogue: An interview with Stanley Krippner]. Transitions, 1(1), 5-7.
- Moreira-Almeida, A., Moreira de Almeida, T., Gollner, A.M., Krippner, S. (2009). A study of the mediumistic surgery of John of God. Journal of Shamanic Practice, 2 (1), 21-31.
- Schroll, M., Krippner, S., Fadiman, J., Vich, M.A., & Mojeiko, V. (2009). Reflections on transpersonal psychology’s 40th anniversary, ecopsychology, transpersonal science, and psychedelics: A conversation forum. International Journal of Transpersonal Studies, 28, 39-52.
- Trichter, S., Klimo, J., & Krippner, S. (2009). Changes in spirituality among ayahuasca ceremony novice participants. Journal of Psychoactive Drugs, 41, 121-134.

## Награды
- The Charles Honorton Integrative Contribution Award, from The Parapsychological Association, Columbus, Ohio, 2011[29].
- Honorary President, Center for Humanistic and Transpersonal Studies, Guangzhou, China, 2010.
- Advanced Alcohol and Other Drug Abuse Counselor, from the International Certification and Reciprocity Consortium for Alcohol and Other Drug Abuse, and the Mexican Certification Board for Professionals on Addictions, Alcoholism, and Tobacco, 2010.
- The Ruth-Inge Heinze Memorial Lecture Award (first recipient), from the 25th Annual Shamanism Conference, The Santa Sabina Retreat Center at Dominican University, San Rafael, California, 2008.
- The Ways of Knowing Award: Exploring Culturally Based Healing Traditions and Practices, from the Life Science Foundation and the University of Minneapolis Center for Spirituality and Healing, 2008.
- Certificate of Recognition for Longstanding Contributions for the Last Ten Years to the Development of Mental Health and Educational Programs in Mexico, from the Poliplaza Medical Center, Ciudad Juárez, Mexico, 2008.
- Junta Mexicana Certificadora Para Profesionales en Addiciones, Alcoholismo, & Tabaco [Mexican Certificate Program in Addicition, Alcoholism, and Tobacco for Professionals], from the International President of Educational Programs, Ciudad Juárez, Mexico, 2008.
- The Woodfish Prize, Co-recipient, (“for the joint creation of a Native American/Euro-American social project”), San Francisco, California, 2007.
- Lifetime Achievement Award, International Association for the Study of Dreams, 2006[30].
- The Excellence Award, from The Excellence Awards Institute, “for realizing the dedication and achievement of your goals through creativity and merit,” Barcelona, Spain, 2005.
- Honorary Member, Circle of the Foundation for Shamanic Studies, Mill Valley, CA, 2005.
- Quincentennial Medal, Masonic Lodges of Eastern Brazil, "for promulgating the appreciation of Brazilian culture," Recife, Brazil, 2005.
- Honorary Member, Centro de Estudios Oníricos de Chile, Santiago, Chile, 2004.[31]
- The Ashley Montagu Peace Award (given on behalf of Common Bond Institute, Harmony Institute, the Association for Humanistic Psychology, and the Annual International Conference on Conflict Resolution), St. Petersburg, Russia, 2003.
- The American Psychological Association Award for Distinguished Contributions to Professional Hypnosis, Division 30 (Psychological Hypnosis), 2002[32].
- The American Psychological Association Award for Distinguished Contributions to the International Advancement of Psychology, 2002[33].
- The Dr. J.B. Rhine Award for Life-Time Achievement in Parapsychology, Andhra University, Prof. K. Ramakrishna Rao Endowment, Visakhapatnam, India, 2002.
- The Senior Contributor Award, Division 17 (Counseling Psychology), American Psychological Association, 2000[34].
- Honorary Associate, The Brazilian Federation of Umbanda and Candomblé, Brasilia, Brazil, 1999.
- The Contribution to Latin American Parapsychology Award, Association for Ibero-American Parapsychology, 1998.
- The Outstanding Career Award, Parapsychological Association, 1998.
- The Pathfinder Award, Association for Humanistic Psychology, 1998.
- Member, The Council of Sages, California Institute of Integral Studies, San Francisco, CA, 1998.
- Humanist of the Year Award, First Church of Humanism, New York, 1996.
- Honorary Member, Fundacion Latinoamericana de Parapsicologia y Psicotonica, Bogota, Colombia, 1994.
- The Dan Overlade Memorial Award, Center for Treatment and Research of Experiences in Anomalous Trauma, Hastings-on-Hudson, NY, 1994.
- The Charlotte and Karl Buhler Award, Division 32 (Humanistic Psychology), American Psychological Association, 1992[35].
- Honorary Member, Pernambuco Institute of Psychobiophysical Research, Recife, Pernambuco, Brazil, 1990.
- Doctor of Science (honorary), The Open International University, Colombo, Sri Lanka, 1989.
- Diploma, Ministerio de Educacion, Instituto de Investigaciones Psicologicas y Parapsicologicas, Quito, Ecuador, 1984.
- Associate, Center for a Post-Modern World, Santa Barbara, CA, 1987.
- Recipient, Bicentennial Medal, University of Georgia, Athens, GA, 1985.
- Doctor of Humane Letters (honorary), University of Humanistic Studies, San Diego, CA, 1982.
- Membership Service Award, National Association for Gifted Children, 1981.
- Colleague, Creative Problem-Solving Institute, Buffalo, NY, 1980.
- The Volker Medal, South African Society for Psychical Research, Johannesburg, South Africa, 1980.
- Doctor Honoris Causa en Parapsycologia, Instituto de Ciencias Parapsycologicas Hispano Americano, Granada, Spain, 1977.
- Certificate of Recognition, Office of the Gifted and Talented, U.S. Department of Health and Human Services, 1976.
- Citation of Merit, National Association for Creative Children and Adults, 1974.
- Citation of Merit, National Association for Gifted Children, 1972.
- The Service to Youth Award, Young Men's Christian Association, Richmond, VA, 1959.